# 愛の地球祭
| 専門評論家によるレビュー            | 専門評論家によるレビュー |
| レビュー・スコア                    | レビュー・スコア         |
| 出典                                | 評価                     |
| ----------------------------------- | ------------------------ |
| 『Rolling Stone Japan』（南波一海） | [ 2 ]                    |

「愛の地球祭」（あいのちきゅうさい）は、日本の女性アイドルグループ、チームしゃちほこの5枚目のシングル。2013年10月30日にワーナーミュージック・ジャパンから発売された。

## 概要
DVDが付いた初回限定盤とCDのみの通常盤と名古屋・会場限定盤の3形態での発売。自身のライブツアー「ZeppZeppBLITZツアー」のチケットに特別仕様盤がついている。特別仕様盤は全共通の2曲が収録され、ジャケットは他と異なるデザインになっている。表題曲にはコモリタミノルが手がけ、尾張の華にはCMJKが参加している。ミュージックビデオの監督はスミス。

## 収録曲

### 通常盤・初回限定盤
1. 愛の地球祭
作詞：宮下浩司、作曲・編曲：コモリタミノル
2. 勝手にハイブリッド
作詞・作曲・編曲：浅野尚志
3. 尾張の華
作詞・作曲：SAKRA、編曲：CMJK
4. 愛の地球祭 (off vocal)
5. 勝手にハイブリッド (off vocal)
6. 尾張の華 (off vocal)

### 初回限定盤DVD収録内容
そこそこプレミアムなイベント＠赤坂BLITZ 2013.7.19
1. ザ・スターダストボウリング
2. そこそこプレミアム
3. トリプルセブン

### 名古屋・会場限定盤
1. 愛の地球祭
2. 勝手にハイブリッド
3. OEOEO
作詞：あだちみこ、作曲：浅利進吾、編曲：h-wonder
4. 愛の地球祭 (off vocal)
5. 勝手にハイブリッド (off vocal)
6. OEOEO (off vocal)